# 679-es busz
A 679-es jelzésű elővárosi autóbusz Budapest, Népliget autóbusz-pályaudvar és Dunaharaszti, HÉV-állomás között közlekedik, az M5-ös autópályán keresztül. A járatot a MÁV Személyszállítási Zrt. üzemelteti.

## Története
2022. május 1-jén indult a Budapest–Kunszentmiklós-Tass–Kelebia-vasútvonal felújítási munkálatainak ütemváltásával, alternatív utazási lehetőséget kínálva Budapest és Dunaharaszti között a szünetelő vasútforgalom miatt. Augusztus 31-ig a 680-as és 681-es busszal összehangolt menetrend szerint közlekedett, amik a 679-es kibővített változataként érintették Soroksárt, Pesterzsébetet és Ferencvárost is. Szeptember 1-jétől megáll Budapesten a Nagysándor József utca megállóhelyen is.

## Megállóhelyei
| 0                                          | Budapest, Népliget autóbusz-pályaudvar végállomás | 32 | 1, 1A 83 254E 607, 608, 626, 628, 629, 630, 631, 632, 633, 635, 636, 653, 654, 655, 656, 657, 659, 660, 661, 705 1080, 1081, 1085, 1087, 1090, 1092, 1094, 1110, 1111, 1113, 1115, 1120, 1121, 1125, 1131, 1134, 1136, 1172, 1173, 1174, 1175, 1176, 1177, 1183, 1184, 1185, 1188, 1189, 1190, 1193, 1194, 1201, 1205, 1212, 1215, 1216, 1229, 1251, 1253, 1254, 1257, 1268 |
| 8                                          | Budapest, Nagysándor József utca                  | 24 | 54, 55, 84E, 89E, 99, 151, 294E 607, 608, 656, 657 |
| Budapest–Dunaharaszti közigazgatási határa |                                                   |    | |
| 21                                         | Dunaharaszti, Knézich utca                        | 9  | 659 1, 1Y, 3 |
| 22                                         | Dunaharaszti, Kodály Zoltán utca                  | 8  | 659 1, 1Y, 3 |
| 23                                         | Dunaharaszti, Szent László utca                   | 7  | 659 1, 1Y, 3 |
| 25                                         | Dunaharaszti, Vasútállomás                        | 5  | 659 1, 1Y, 3 |
| 26                                         | Dunaharaszti, Baktay Ervin tér                    | 4  | 659 1, 1Y, 3 |
| 28                                         | Dunaharaszti, Dózsa György út                     | 2  | 659 1, 1Y, 3 |
| 30                                         | Dunaharaszti, HÉV-állomás végállomás              | 0  | 650, 653, 654, 655, 659, 660, 661 1110 1, 1Y, 2, 3, 4, 20 |